# 大随求菩薩

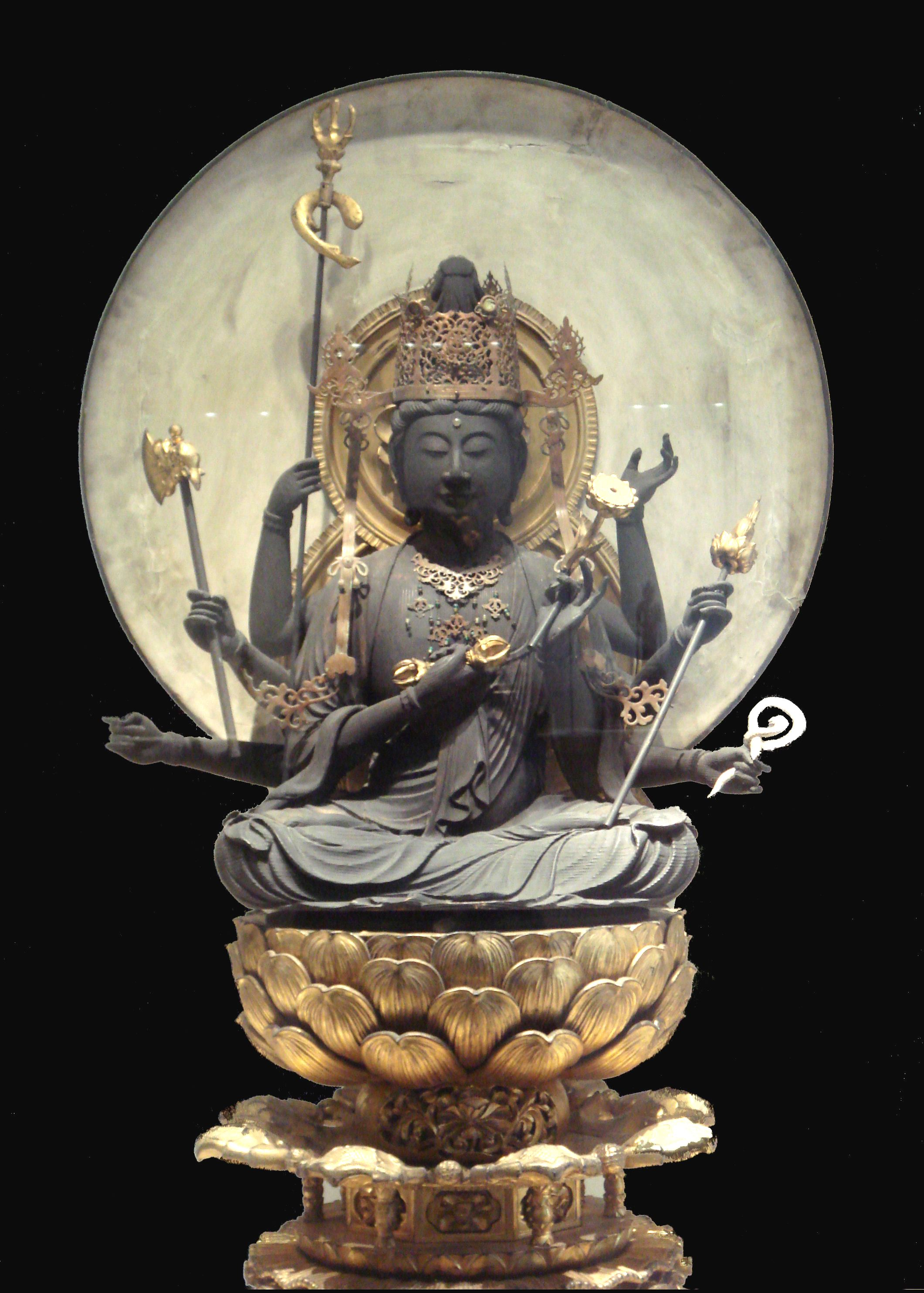
大随求菩薩

大随求菩薩（だいずいくぼさつ）は、仏教、特に密教における菩薩の一尊である。

## 名称
- Skt：Mahā-pratisarā
- 漢訳音写：摩訶・鉢羅底薩落
- 異名：随求菩薩、随求大明王
- 密号：与願金剛
- 真言：「オン バラバラ・サンバラ サンバラ・インジリヤ・ビシュダニ ウンウン・ロロシャレイ ソワカ」[1]

## 概要
胎蔵界曼荼羅の蓮華部院に在す。観音菩薩の変化身とされる。原名は、法術・護符・僕婢などの意を持つことから、この菩薩を念じてその真言を読誦すれば、衆生の求願に随い施し与えるをもって随求と名づける。またその真言を随求陀羅尼という。この尊の真言には息災・滅罪、特に求子の功能が歓ばれて平安時代以降に隆盛になったが、単純に真言を唱えるのみで、あまり尊格としては重んじられなかったため、本尊とされることは少ない。
曼荼羅の姿形には、身は黄色で宝冠があり、その中に化仏がある。慈悲・円満相で八臂を持ち、右手に五鈷杵・剣・鉞斧・三股戟、左手には法輪を載せた蓮華・索・宝幢・梵篋と、両側に林立し蓮華に座す。ただし持物に多少相違がある。
宋の法賢が訳した『瑜伽大教王経』には、四面八臂で各三眼で、梵篋の代わりに弓箭をもつ姿であると説いているが、日本には伝わらず、また一説にこの尊の教令輪身を無能勝明王とするので、その形像であるとも考えられる。
経軌には、『大随求陀羅尼経』2巻、『随求即得陀羅尼経』、『大随求八印』がある。また他に『随求即得真言儀軌』と『大随求懺悔法』もあるが、これは偽経とされている。

## 大随求菩薩像を祀る寺院
- 観心寺：絹本著色、縦133.3cm横108.2cm、重要文化財、鎌倉時代の図画として唯一残されている。
- 清水寺：随求堂の本尊秘仏。1733年（享保18年）作、像高110cm、檜の寄木造。堂から地下へ行く階段があり、その暗闇の中を大きな数珠をたよりに巡ると、最後に大随求菩薩の梵字（ハラ）と書かれた随求石が光り、それを回して祈るという、「胎内めぐり」が体験できる。
- 寂光院 (犬山市)：随求堂の本尊秘仏。[2]
- 石手寺：随求堂の本尊。木造。
- 箸蔵寺：江戸時代と推定、木造。